# Alfred Bögli
Alfred Werner Hubert Bögli (* 1. April 1912 in Bern; † 11. Februar 1998 in Hitzkirch) war ein Schweizer Geograph, Mineraloge und Höhlenforscher.

## Biografie
Alfred Bögli studierte zunächst an der Universität Bern, wo er im Jahr 1935 das Lehrerpatent erhielt. Ab 1938 studierte er an der Universität Freiburg im Üechtland in den Fächern Geographie, Geologie, Petrographie und Mineralogie weiter und promovierte 1939 zum Doktor phil. nat. In Zürich habilitierte er 1970 auf dem Gebiet der Geomorphologie des Karstes.
Am kantonalen Lehrerseminar des Kantons Luzern in Hitzkirch war Bögli von 1941 bis 1977 als Lehrer für Geographie und Naturwissenschaften tätig.
In den Jahren 1967 bis 1981 war Bögli Honorarprofessor am Institut für Physische Geographie der Johann Wolfgang Goethe-Universität Frankfurt am Main. Am Geographischen Institut der Universität Zürich hatte er von 1977 bis 1981 eine Gastprofessur.
Alfred Bögli engagierte sich in der Erforschung des Hölloches und der Dokumentation von dessen Forschungsgeschichte. Wissenschaftliche Forschung leistete er unter anderem im Bereich der Kleinformen des Karstes, so arbeitete er beispielsweise über Trittkarren und Spitzkarren. Grundlagenarbeit leistete er auf dem Gebiet der Mischungskorrosion.

## Auszeichnungen und Ehrungen
- Ehrenmitgliedschaft der Schweizerischen Gesellschaft für Höhlenforschung und ihrer Sektion Bern
- Ehrenmitgliedschaft des Verbandes der Deutschen Höhlen- und Karstforscher
- 1981: Ehrenmitgliedschaft der Schweizerischen Geomorphologischen Gesellschaft
- 1988: Goldene Ehrenmedaille André Dumont der Geologischen Gesellschaft Belgiens
- Certificate of Merit der National Speleological Society (USA)

## Werke
- Morphologische Untersuchungen im Goms. Fragnière, Freiburg 1941.
- Im Banne der Höhle – Forschungstage und Erlebnisse im Hölloch. Schweizer Volks-Buchgemeinde, Luzern 1953.
- Die Höhlenforschung und ihre Stellung in der Wissenschaft. Stuttgart 1954.
- Das Verhalten von Karbonaten in der Natur. In: Die Höhle. Band 5, 1954. S. 36–44 (zobodat.at [PDF; 3,5 MB]).
- Karsthydrographische Untersuchungen im Muotatal. Basel 1959–1960.
- Kalklösung und Karrenbildung. Bornträger, Berlin 1960.
- Corrosion par mélange des eaux. In: International Journal of Speleology. Band 1/2, 1964. S. 61–70, drei Abb.
- Das Hölloch und sein Karst. La Baconnière, Neuchâtel 1970.
- Karsthydrographie und physische Speläologie. Springer, Berlin u. a. 1978.